# Panara ornata
Panara ornata är en fjärilsart som beskrevs av Hans Ferdinand Emil Julius Stichel 1909. Panara ornata ingår i släktet Panara och familjen Riodinidae. Inga underarter finns listade i Catalogue of Life.